# Алгоритм Дініца
Алгоритм Дініца — поліноміальний алгоритм для знаходження максимального потоку у транспортної мережі, запропонований 1970 року ізраїльським (колишнім радянським) ученим Юхимом Дініцем. І алгоритм Дініца, і алгоритм Едмондса-Карпа незалежно показують, що в алгоритмі Форда — Фалкерсона в разі найкоротшого доповнювального шляху його довжина доповнює шляху не зменшується. Часова складність алгоритму становить {\displaystyle O\left(V^{2}E\right)}. Отримати таку оцінку дозволяє введення понять допоміжної мережі та блокуючого (псевдомаксимального) потоку. В мережах з одиничними пропускними здатностями існує сильніша оцінка часової складності: {\displaystyle O\left(EV\right)}.

## Опис
Нехай {\displaystyle G=\left(\left(V,E\right),c,s,t\right)} — транспортна мережа, в якій {\displaystyle c\left(u,v\right)} і {\displaystyle f\left(u,v\right)} — відповідно пропускна здатність і потік через ребро {\displaystyle \left(u,v\right)}.
Залишкова пропускна здатність — відображення {\displaystyle c_{f}\colon V\times V\to R^{+}} як: якщо {\displaystyle \left(u,v\right)\in E}, то:
- {\displaystyle c_{f}\left(u,v\right)=c\left(u,v\right)-f\left(u,v\right)},
- {\displaystyle c_{f}\left(v,u\right)=f\left(u,v\right)},

інакше {\displaystyle c_{f}\left(u,v\right)=0}.
Залишкова мережа — граф {\displaystyle G_{f}=\left(\left(V,E_{f}\right),c_{f}|_{E_{f}},s,t\right)}, де {\displaystyle E_{f}=\lbrace \left(u,v\right)\in V\times V\mid c_{f}\left(u,v\right)>0\rbrace }.
Доповнювальний шлях {\displaystyle s-t} — шлях у залишковому графі {\displaystyle G_{f}}.
Нехай {\displaystyle \operatorname {dist} \left(v\right)} — довжина найкоротшого шляху з {\displaystyle s} у {\displaystyle v} у графі {\displaystyle G_{f}}. Тоді допоміжною мережею графа {\displaystyle G_{f}} є граф {\displaystyle G_{L}=\left(V,E_{L},c_{f}|_{E_{L}},s,t\right)}, де
{\displaystyle E_{L}=\lbrace \left(u,v\right)\in E_{f}\mid \operatorname {dist} \left(v\right)=\operatorname {dist} \left(u\right)+1\rbrace }.
Блокувальний потік {\displaystyle st} — потік {\displaystyle f} такий, що граф {\displaystyle G'=\left(V,E_{L}',s,t\right)}, де {\displaystyle E_{L}'=\lbrace \left(u,v\right)\mid f\left(u,v\right)<c_{f}|_{E_{L}}\left(u,v\right)\rbrace } не містить шляху {\displaystyle st}.

## Алгоритм
- Вхід: мережа {\displaystyle G=\left(\left(V,E\right),c,s,t\right)}.
- Вихід: потік {\displaystyle s-t} максимальної величини {\displaystyle f}.

1. Встановити {\displaystyle f\left(e\right)=0} для кожного {\displaystyle e\in E}.
2. Створити {\displaystyle G_{L}} з {\displaystyle G_{f}} графа {\displaystyle G}. Якщо {\displaystyle \operatorname {dist} \left(t\right)=\infty }, то зупинитися і вивести {\displaystyle f}.
3. Знайти блокувальний потік {\displaystyle f'} у {\displaystyle G_{L}}.
4. Доповнити потік {\displaystyle f} потоком {\displaystyle f'} і перейти до другого кроку.

## Аналіз
Можна показати, що щоразу кількість ребер у блокувальному потоці збільшується принаймні на одне, тому в алгоритмі не більше {\displaystyle n-1} блокувальних потоків, де {\displaystyle n} — кількість вершин у мережі. Допоміжна мережа {\displaystyle G_{L}} може бути побудована обходом у ширину за час {\displaystyle O\left(E\right)}, а блокувальний потік на кожному рівні графа може бути знайдений за час {\displaystyle O\left(VE\right)}. Тому час роботи алгоритму Дініца дорівнює {\displaystyle O\left(V\right)*\left(O\left(E\right)+O\left(VE\right)\right)=O\left(V^{2}E\right)}.
Використовуючи такі структури даних, як динамічні дерева, можна знаходити блокувальний потік на кожній фазі за час {\displaystyle O\left(E\log V\right)}, тоді час роботи алгоритму Дініца може бути покращено до {\displaystyle O\left(VE\log V\right)}.

## Приклад
Нижче наведено симуляцію алгоритму Дініца. У допоміжній мережі {\displaystyle G_{L}} вершини з червоними мітками — значення {\displaystyle \operatorname {dist} \left(v\right)}. Блокувальний потік позначено синім.
| Крок | {\displaystyle G} | {\displaystyle G_{f}} | {\displaystyle G_{L}} | |
| ---- | ----------------- | --------------------- | --------------------- | --- |
| 1    |                   |                       |                       | Блокувальний потік складається зі шляхів: 1. {\displaystyle \lbrace s,1,3,t\rbrace } з чотирма одиницями потоку, 2. {\displaystyle \lbrace s,1,4,t\rbrace } з шістьома одиницями потоку, 3. {\displaystyle \lbrace s,2,4,t\rbrace } з чотирма одиницями потоку. Отже, блокувальний потік містить 14 одиниць потоку, а величина потоку {\displaystyle \left\|f\right\|} дорівнює 14. Варто зауважити, що доповнювальний шлях має три ребра. |
| 2    |                   |                       |                       | Блокувальний потік складається з одного шляху {\displaystyle \lbrace s,2,4,3,t\rbrace } з п'ятьма одиницями потоку. Отже, блокувальний потік містить п'ять одиниць, а величина потоку {\displaystyle \left\|f\right\|} дорівнює {\displaystyle 14+5=19}. Варто зауважити, що доповнювальний шлях має чотири ребра. |
| 3    |                   |                       |                       | Сток {\displaystyle t} недосяжний у мережі {\displaystyle G_{f}}. Тому алгоритм зупиняється і повертає максимальний потік величини 19. Варто зауважити, що в кожному блокувальному потоці кількість ребер у доповнювальному шляху збільшується хоча б на одне. |